# R4600

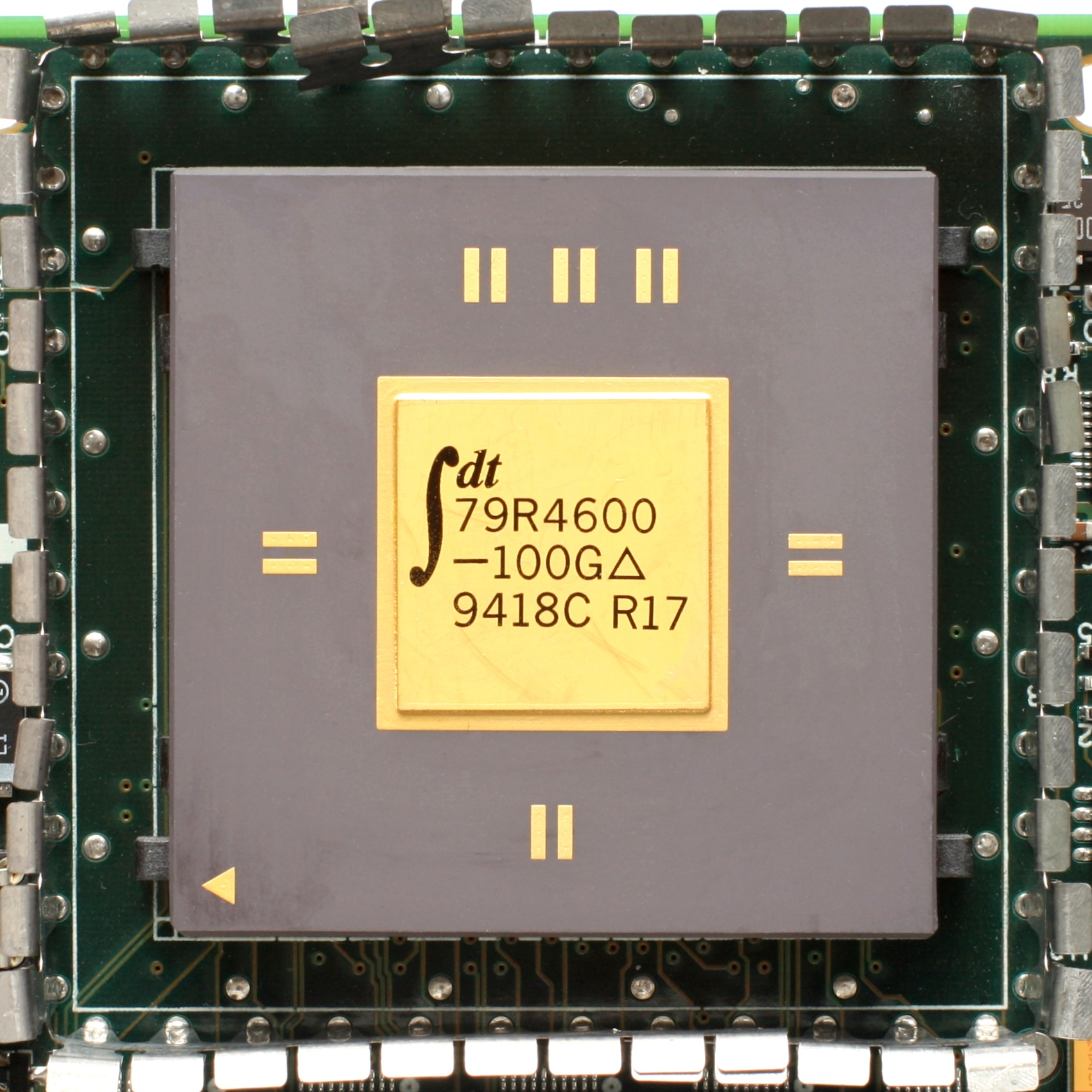
IDT製のR4600

R4600はMIPS III命令セットアーキテクチャ (ISA) を実装したマイクロプロセッサの一種で、Quantum Effect Devices (QED) が設計した。開発コード名は "Orion"。QEDは設計専門企業で工場を持たないため、ライセンス提供を受けてR4600を実際に最初に製造したのはIDTで、その後東芝、さらに日本鋼管 (NKK) が製造した。これらの半導体企業はR4600をそれぞれ製造し販売した。R4600が対象としたのは、ローエンドのワークステーション市場とハイエンドの組み込みシステムである。例えばシリコングラフィックスが Indy ワークステーションに採用し、DeskStation Technology は Windows NT ワークステーションに採用した。R4600を採用したIndyは低価格だが整数演算性能が高かった。組み込みシステムでは、シスコシステムズがルーターなどに採用し、キヤノンがプリンターに採用した。

## 歴史
R4600を最初に製造したのはIDTで、1993年8月に最初の試作品が完成した。100MHz版は1993年10月に発表された。1994年3月のCeBITでIDTは133MHz版を発表。どちらも0.65μmのCMOSプロセスで製造されており、電源電圧は5Vだった。NKKは1994年中ごろにNR4600として発表。最初のNR4600は100MHzで、0.5μmプロセスで製造し、電源電圧は3.3Vだった。

## 解説
R4600は設計が単純化されている。1サイクルに最大1命令を整数パイプラインまたはFPUに発行する。整数演算命令の多くは1サイクルのレイテンシで実行できるが、乗算と除算はその限りではない。乗算は32ビットでも64ビットでもレイテンシが8サイクル、スループットが6サイクルである。除算は32ビットの場合レイテンシとスループットが32サイクル、64ビットの場合は61サイクルかかる。
FPUはパイプライン化されておらず、それによってチップサイズとコストを低減している。このため浮動小数点演算性能が低い。しかし、ローエンドのコンピュータや組み込み用途ではそれで十分だった。単精度および倍精度の加算はレイテンシとスループットが4サイクルである。単精度および倍精度の乗算は一部パイプライン化されており、レイテンシが8サイクルで、スループットが6サイクルとなっている。単精度の除算はレイテンシとスループットが32サイクルで、倍精度ではそれらが61サイクルとなる。平方根の計算は対応する除算より1サイクルだけ短い。
一次キャッシュは、命令とデータそれぞれが16KBで、2ウェイセットアソシアティブ方式になっている。二次キャッシュを接続可能だが、R4600本体にはそれを制御するハードウェアは備わっていないので、外部にカスタムASICまたは何らかのチップセットを必要とする。つまり、R4000SCなどとは異なり、SysADバスとCPUの間に二次キャッシュが位置する構成になる。SysADバスは64ビット幅で、最高50MHzで駆動され、帯域幅は最大で400MB/sとなる。R4600はマルチプロセッシングをサポートしていない。各種クロック信号を生成するために、3種類のクロック信号を外部から供給する必要がある。

## R4650とR4640
派生品のR4650は1994年10月19日に発表された。デジタル信号処理 (DSP) 向けに固定小数点数演算用の命令が独自に追加されている。R4650の廉価版R4640は1995年11月27日に発表された。こちらは外部インタフェースが64ビットから32ビットに縮小されている。1997年9月16日、これらの150MHz版と180MHz版が登場した。1万個ロットでR4640を購入した場合、150MHz版は30ドル、180MHz版は39ドルだった。同じくR4650は60ドル（150MHz）と74ドル（180MHz）だった。R4650には133MHz版と167MHz版もある。ナムコのアーケードゲームの基板SYSTEM23でR4650が使われた。R4640はWebTVの WebTV Plus で使われた。

## R4700

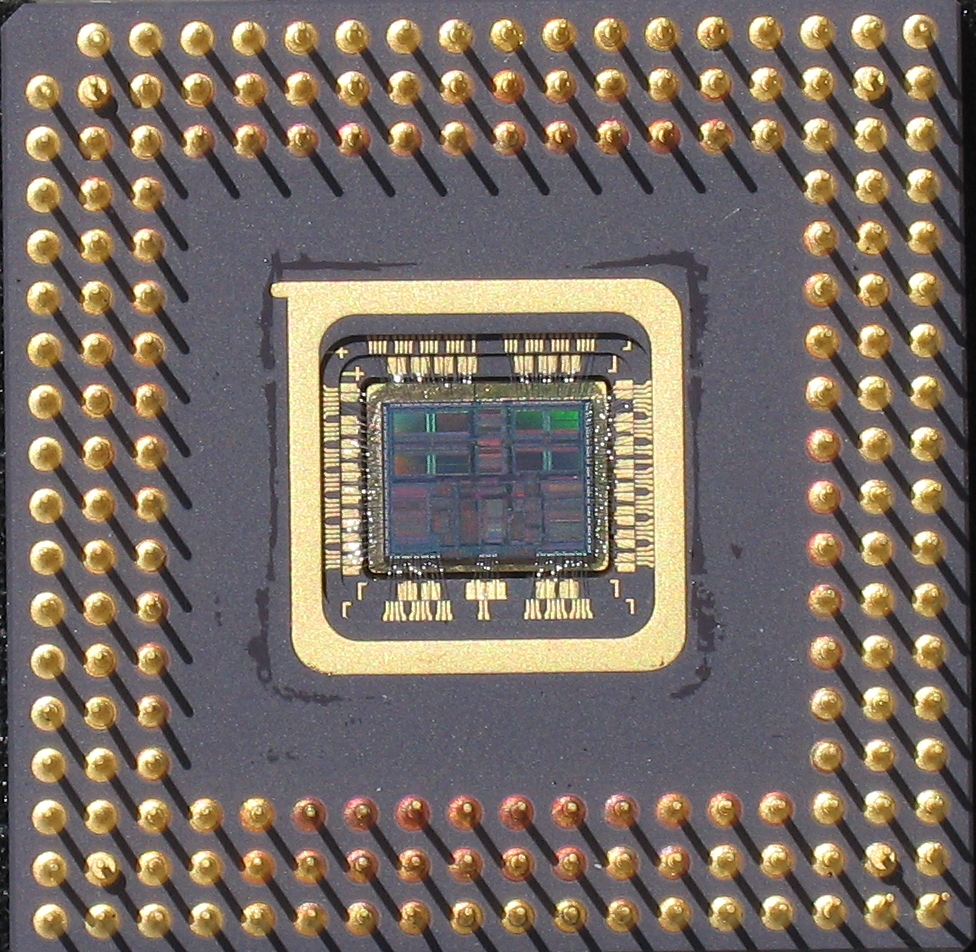
IDT製R4700。チップ本体のカバーを外したところ

R4600を0.5μmのCMOSプロセスに移植したのがR4700で、こちらも開発コード名は "Orion" である。100MHz、133MHz、150MHz、175MHz、200MHzの版が存在した。

## 関連文献
- "IDT Spins R4600 for Consumer Market". (14 November 1994). Microprocessor Report.
- Gwennap, Linley (18 November 1992). "New MIPS Chip Targets Windows NT Boxes". Microprocessor Report.
- Halfhill, Tom R. (December 1993). "New RISC Chips for Windows NT". Byte Magazine.